# Meriga Salou Seriki
Meriga Salou Seriki (* 8. April 1953) ist ein beninischer Boxer.
Seriki nahm an den Olympischen Sommerspielen 1972 als Teil einer dreiköpfigen Delegation der damaligen Republik Dahomey teil. Er trat im Halbfliegengewicht an und verlor seinen Kampf gegen James Odwori aus Uganda.